# Wasilis Chadzipanajis
Wasilis Chadzipanajis (gr. Βασίλης Χατζηπαναγής, ros. Василис Хадзипанагис, Wasilis Chadzipanagis, ur. 26 października 1954 w Taszkencie, Uzbecka SRR) – radziecki i grecki piłkarz, występujący na pozycji napastnika, wieloletni gracz Iraklisu Saloniki, reprezentant Związku Radzieckiego (kadra olimpijska), dwukrotny reprezentant Grecji.
Urodził się w Taszkencie w Uzbekistanie w rodzinie greckich imigrantów politycznych. W stolicy Uzbeckiej SRR zaczął grę w piłkę. Wychowanek młodzieżowej szkoły piłkarskiej Dynamo w Taszkencie. W 1972, mając zaledwie 17 lat, trafił do składu drugoligowego Paxtakoru Taszkent. W pierwszym sezonie występów w Pachtakorze zaliczył 19 gier ligowych i przyczynił się do awansu swojej drużyny do ekstraklasy. W kolejnych sezonach odgrywał ważną rolę jako zawodnik Pachtakoru, będąc jednym z najskuteczniejszych strzelców drużyny. Dzięki udanym występom w lidze trafił do olimpijskiej reprezentacji ZSRR. W 1975 wystąpił w czterech meczach eliminacji Igrzysk w Montrealu.
W tym samym roku władze radzieckie udzieliły zgody rodzinom greckich imigrantów na powrót do ojczyzny. Z decyzji władz skorzystała również rodzina Chadzipanajisów. Po przyjeździe do Grecji Chadzipanajis został zawodnikiem Iraklisu Saloniki. Pierwszy sezon występów w Salonikach uświetnił zdobyciem Pucharu Grecji. Z Iraklisem był związany aż do 1991. Nie odniósł większych sukcesów w rozgrywkach ligowych. Dwukrotnie, w 1980 i 1987 docierał do finału krajowego pucharu.
W rozgrywanym 6 maja 1976 w Atenach meczu z Polską zadebiutował jako gracz greckiej drużyny narodowej. Jednak, jak się później okazało, rozegrane wcześniej mecze w barwach ZSRR uniemożliwiły mu dalsze występy reprezentacyjne. W 1999 wystąpił jednak już po zakończeniu kariery w oficjalnym meczu międzypaństwowym przeciwko Ghanie (był to jego benefis). Przez kilkanaście lat występów w greckiej ekstraklasie zdobył dużą popularność. Jego grę cechowały przede wszystkim wysokie umiejętności techniczne. Swoje zdolności dryblerskie zdążył pokazać jeszcze w trakcie występów w Pachtakorze. Mimo braku większych osiągnięć, tak w rodzimej lidze, jak i rozgrywkach międzynarodowych, efektywnością gry oraz lojalnością i przywiązaniem do barw klubowych wzbudził wielki podziw i szacunek kibiców.
W 2003 został wybrany najlepszym greckim piłkarzem półwiecza z okazji jubileuszu 50-lecia UEFA.